# Helena Kubátová
Helena Kubátová (* 25. listopadu 1964) je česká socioložka a odborná asistentka na Katedře sociologie a andragogiky Filosofické fakulty Univerzity Palackého v Olomouci. Jejím současným odborným zájmem jsou sociologické teorie a metodologie sociologie.

## Život a studium
Helena Kubátová se narodila ve statutárním městě Olomouc. Na Filosofické fakultě Univerzity Palackého vystudovala v letech 1987-1992 magisterské studium oborů Sociologie a Andragogika a v letech 1992-1998 postgraduální doktorské studium oboru Sociologie. Roku 1998 obhájila svou disertační práci a tím ukončila své doktorské studium a získala tituly PhDr. a Ph.D.
Od roku 1993 začala přednášet na Katedře sociologie a andragogiky FF Univerzity Palackého. V zimním semestru roku 2024/2025 vyučovala například předměty Metodologie sociologie, Sociologická teorie: Analýza společenských systémů v národní perspektivě, Sociologická praxe či Způsoby života moderní společnosti.
Často se zabývá historickým vývojem, či strukturou sociologických teorií. Dále je zaměřena na souvislost sociologie s jinými vědami, jako jsou například psychologie, andragogika a sociální a kulturní antropologie. Ve svém profesním životě se zaobírá také sociální strukturou moderní společnost a sociálními rozdíly. Zkoumá také životní způsob z hlediska sociologického a svět z fenomenologického a stratifikačního hlediska.

## Dílo

### Rukověť autora diplomky
Kniha Rukověť autora diplomky je učená především studentům humanitních a společenskovědních oboru. Slouží jako příručka při psaní odborných textů. Najdeme zde  příklady různých forem odborných textů, práce se také zaobírá i otázkou, proč vlastně studenti, učitelé i vědci píšou odborné texty. Další kapitola se věnuje volbě problému diplomové práce, navazují i oddíly týkající se zásad obsahové stránky jazyka a zásadám formální úpravy práce. Pátá kapitola se věnuje kompletaci, dokončení diplomové práce.

### Sociologie
Helena Kubátová tuto učebnici vydala roku 2009. Tato učebnice je určena především studentům sociologie. Zaměřuje se na moderní společnost a sociologické teorie. V učebnici najdeme i výklady teorií zakladatelů sociologie a jejich následovníků. Kniha obsahuje definice evropské a americké sociologické teorie. 

### Sociologie životního prostředí
Dílo Sociologie životního prostředí se zabývá náhledem na společnost a na životní způsob z několika různých teoretických perspektiv. Helena Kubátová se v této knize zabývá předmětem sociologie životního způsobu, věnuje se také teoriím a proměnám životního způsobu v souvislosti s modernizačními společenskými procesy. Dále řeší problém smyslu života na pozadí konzumního životního způsobu. Mezi dalšími tématy knihy jsou rozdíly mezi venkovským a městským životem a rozdíly mezi muži a ženami.

### Mezigenerační proměny způsobu života na Hlučínsku
Hlavním tématem knihy je změna pospolitého, pracovního, náboženského a rodinného života na Hlučínsku v průběhu tří generací. Zaměřuje se na období zhruba od konce druhé světové války po současnost. Knihu tvoří analýza a interpretace vyprávění Hlučíňanů o mnoha životních událostech i okolnostech. Odkazem na setrvačnost některých projevů života přispívá k obecnějšímu vědění o přechodu z průmyslové a pevné modernity do modernity rizikové či postindustriální. Mezi hlavní otázky týkající se knihy patří, zda v budoucnosti zanikne specifická  hlučínská pospolitost, jak ovlivňuje historie Hlučínska hlučínský způsob života, či jestli jsou Hlučíňané  „pokrokoví tradicionalisté“.

### Další publikace
Mezi další publikace patří Metodologie sociologie, Od abstraktu do závěrečné práce: jak napsat diplomovou práci ve společenskovědních a humanitních oborech či Základy sociologie.